# Douglas 600cc-modellen

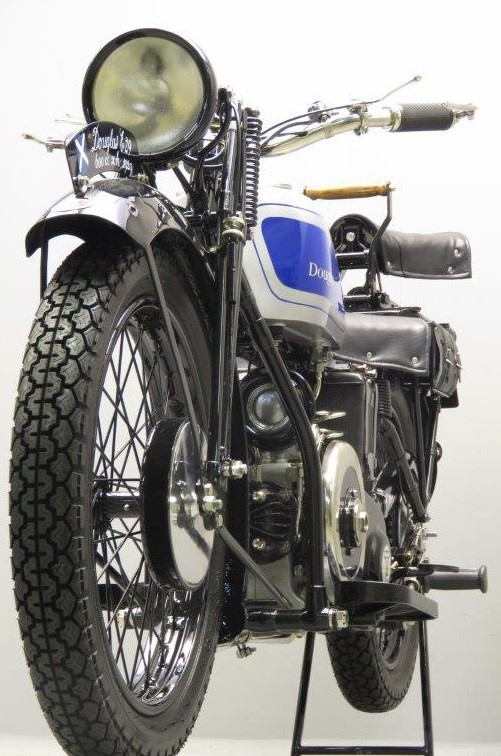

De Douglas 600cc-modellen zijn de 600cc-motorfietsmodellen die het Britse merk Douglas produceerde met uitzondering van de Douglas 4 HP-modellen, die eveneens 600 cc maten.

## Voorgeschiedenis
Douglas was in 1907 begonnen met de productie van motorfietsen die feitelijk gebaseerd waren op de Fairy 200cc-boxermotor van Joseph Barter, die inmiddels was overgestapt naar Douglas. Alle machines, (de Douglas 2¾ HP-modellen, de Douglas 3½ HP-modellen en de Douglas 4 HP-modellen) maakten gebruik van deze luchtgekoelde, dwarsgeplaatste, tweecilinder zijklep-boxermotoren.

### 3½ HP-modellen
In 1914 besloot men tegemoet te komen aan de wens van klanten om een wat sterkere zijspantrekker te leveren. Daarvoor werden zowel de boring als de slag vergroot tot 68 mm, waardoor de cilinderinhoud op 493,3 cc kwam. De eerste modellen waren het Model A 3½ HP en het Model B 3½ HP, die veel moderner waren dan de 2¾ HP-modellen. Zo hadden ze een horizontaal deelbaar carter en een oliepan die een wet-sump smeersysteem mogelijk maakte. Daardoor verviel de Total loss smering met handpomp.

### 4 HP-modellen
Al in 1915 werd de cilinderinhoud vergroot en verscheen het 600cc-Model A 4 HP met drie versnellingen en een koppeling. De 4 HP-modellen kregen tijdens de Eerste Wereldoorlog een andere functie: ze werden als militaire motorfiets ingezet.

## 600cc-modellen

### Douglas OB, OC (Standard), OC De Luxe, H 28, H 29 en H 31
De Douglas OB verscheen in 1923 als zustermodel van de 350cc-Douglas OW, de 500cc Douglas S 1 en de 750cc-Douglas S 2, allemaal sportmotoren met een kopklepmotor, een kickstarter en met de aflopende tank van het balhoofd naar het zadel. De OB had slechts één carburateur met aflopende inlaatspruitstukken naar de cilinders. De handschakeling zat naast de tank. Bij de eerste afbeeldingen zat de versnellingsbak net als bij de echte racers aan het motorblok, maar waarschijnlijk was die uiteindelijk boven de achterste cilinder aan het frame bevestigd. De OC was in 1926 de opvolger van de OB, maar met rembanden en een wijziging aan de versnellingsbak. Het schakelen gebeurde met een stang die door de tank liep. De machine was naar keuze leverbaar met voetsteunen of treeplanken. In 1927, toen de OC De Luxe verscheen, veranderde de naam in "OC Standard". In 1928 werd de H 28 de opvolger van het Model OC, waarschijnlijk zonder verdere wijzigingen. In 1930 werd het model niet geleverd, maar in 1931 verscheen de enigszins gewijzigde H 31.

### Douglas RA
De 600cc-racer RA uit 1925 stond nooit in de catalogus, maar was wel leverbaar als vergrote uitvoering van de 500cc-Douglas RA 24-fabrieksracer. In 1923 ontstond het door Stephen Leslie ("Les") Bailey ontwikkelde racemodel Douglas Model RA 23 met kopklepmotor, waarbij de letters verwezen naar de primitieve schijfrem die was ontwikkeld door de "Research Association". Jim Whalley won de Grand Prix van Frankrijk met die machine en Tom Sheard won de Senior TT van 1923 met bijna twee minuten voorsprong. Freddie Dixon, een allround-coureur die in allerlei takken van motorsport uitblonk, bleek ook met een zijspancombinatie overweg te kunnen en won met bakkenist Walter Denny de allereerste Sidecar TT. De 500cc-RA was een pure fabrieksracer. De versnellingsbak zat boven de achterste cilinder en was aan de motor - niet aan het frame - bevestigd. Hij had twee carburateurs en een aluminium oliepan. Vanwege de duwstart bij races was er geen kickstarter gemonteerd. De RA 600 kon waarschijnlijk alleen worden ingezet bij clubmanraces, want de internationale raceklassen kenden buiten de impopulaire zijspanklasse geen 600cc-klasse.

### Douglas TT Replica
De TT Replica uit 1926 was de 600cc-versie van de TT Replica 500, met de versnellingsbak gemonteerd aan het frame boven de achterste cilinder. Het was een pure wegracer, dus zonder kickstarter, afgeleid van de DT 5/DT 6. Fabriekscoureurs gebruikten de machine in 1925, met rembanden. De motor bleef echter tot in 1929 in productie, waarschijnlijk vooral voor amateurs (clubmanracers), want er was geen officiële 600cc-klasse voor solomotoren. Wellicht werd de machine in zijspanraces gebruikt, maar die werden na 1925 in de Isle of Man TT niet meer gereden.
| Douglas EW 600 Sport uit 1927 |
| Douglas D 33 uit 1933         |
| Douglas T 6 uit 1930          |

### Douglas EW 600, E 28 en E 29
De EW-serie was door coureur Cyril Pullin ontwikkeld in 350- en 600cc-uitvoering. De EW 600 was de toerversie, met treeplanken en een hoger stuur. De machine kon met of zonder elektrische verlichting geleverd worden. De EW 600 had gietijzeren zuigers en afneembare cilinderkoppen en een oliepeilglaasje in het huis van de klepbediening. In 1928 veranderde de naam in "E 28" en werd er een stuurdemper gemonteerd. In 1929 werd het frame aangepast voor de montage van een zadeltank en veranderde de naam in "E 29".

### Douglas EW 600 Sport, F 28 en F 29
De EW 600 Sport was de sportieve versie van de EW 600, met een laag, afhangend stuur, aluminium zuigers en voetsteunen in plaats van treeplanken. In 1928 en 1929 werden dezelfde wijzigingen aangebracht als bij de EW 600 en veranderde de naam in "F 28" en "F 29".

### Douglas DT 6 en SW 6
Intussen waren in Australië de dirttrackraces populair geworden en uit het Model RA werden in de tweede helft van de jaren twintig twee dirttrackracers ontwikkeld: de 500cc-DT 5 en de 600cc-DT 6. Dit waren eenvoudige machines zonder koppeling, maar met de kopklepmotor die ook in de SW 5/SW 6-speedwayracers werd gebruikt. De Australiërs reden demonstratieraces om hun sport ook in Groot-Brittannië populair te maken en dat lukte zelfs binnen enkele maanden. De DT 6 en de SW 6 werden zonder versnellingen en remmen geleverd, maar coureurs die - zoals in die tijd heel gebruikelijk - de machine over de weg naar de renbanen wilden rijden, konden wel remmen, een koppeling en een drieversnellingsbak bestellen. De DT 6 en de SW 6 werden geproduceerd van 1928 tot 1932.

### Douglas S 6, D 32 Greyhound en D 33
De S 6 kwam als 600cc-zijklep-sportmodel tegelijk met de 500cc-S 5 en de T 6 toermotor op de markt. Alle machines hadden een slag van 82 mm en de S 6/T 6-modellen kregen een boring van 68 mm. In 1931 was de opvolger van de T 6 leverbaar met voetsteunen en met treeplanken, en daarmee verving dit model waarschijnlijk ook de S 6. De tank kreeg een chroomlaag en Tartan-biezen. In 1932 kregen veel typen namen van hondenrassen en het sportmodel werd D 32 Greyhound genoemd. In 1933 werd de typenaam D 33, maar er was nauwelijks productie. Het model was wel iets gewijzigd: De tanklogo's waren van metaal en het instrumentenpaneel was boven op de tank gemonteerd.

### Douglas T 6, E 31, E 32 Ayredale en E 33
De T6 kwam als 600cc-zijklep-toermodel tegelijk met de 500cc-S 5 en de S 6 sportmotor op de markt. Alle machines hadden een slag van 82 mm en de S6/T6-modellen kregen een boring van 68 mm. In 1931 was de E 31 als opvolger van de T 6 leverbaar, naar keuze van de klant met voetsteunen of met treeplanken, en daarmee verving dit model waarschijnlijk ook de S 6. De tank kreeg een chroomlaag en Tartan-biezen. In 1932 kregen veel typen namen van hondenrassen en het toermodel werd E 32 Ayredale genoemd. In 1933 werd de typenaam E 33, maar er was nauwelijks productie. Het model was wel iets gewijzigd: De tanklogo's waren van metaal en het instrumentenpaneel was boven op de tank gemonteerd.

### Douglas G 31, G 32, G 33 en OW 1 Speed Special
De G 31 was de 600cc-versie van de 500cc-Douglas F 31 sportmotor met kopkleppen. De machine had een zadeltank met chroombekleding en Tartan-biezen en de voorvork met enkele schroefveer die ook op de DT5/6 en de SW 5/6 was toegepast. Er was een middenbok gemonteerd en de kickstarter zat wat onhandig op de hooggeplaatste versnellingsbak. De naam veranderde met de jaren mee: G 32 en G 33, maar in dat jaar werden alleen machines gebouwd met restantonderdelen uit 1932. In 1934 kwam een herzien ontwerp onder de naam OW 1 Speed Special uit. De airbox was nu vervallen en de zadeltank was van het Bulbous Nose-type, waarin het instrumentenpaneel was ingebouwd. De tank was nu zwart met blauwe zijpanelen. Er was een vierversnellingsbak gemonteerd, die zowel met hand- of voetschakeling geleverd kon worden. De machine kreeg de zwaardere voorvork van de 5 Z Wessex/5 Z.1 Powerflow. Er werden slechts weinig exemplaren gebouwd: niet meer dan ongeveer 25.

### Douglas Z en 5 Z Wessex
Het Model Z uit 1934 was wat afwijkend. De zijklepmotor was gebaseerd op het carter van de D 33/E 33, maar zonder oliepan. De Z had een dry-sumpsysteem met de olievoorraad in een apart compartiment in de benzinetank. De tank had de Bulbous Nose-vorm van de OW- en OW 1-modellen en volgde ook hun kleurenschema's: in 1934 chroom met Tartan-biezen en in 1935, toen de naam veranderde in 5 Z Wessex, zwart met blauw. De machine had vier versnellingen, naar keuze hand- of voetgeschakeld.

### Douglas Aero 600
De Aero 600 was gebaseerd op de 500cc-Blue Chief, maar opgeboord tot 74 mm, waardoor de cilinderinhoud op 585 cc kwam. De voetschakeling van de Blue Chief verviel echter. In 1938 eindigde de productie, maar door restvoorraden kon de machine ook in 1939 nog geleverd worden. De naam "Aero" verwees naar de nieuwe eigenaar van Douglas: Bond Aircraft & Engineering. De Blue Chief kreeg op die manier de naam "Aero 500" en er was ook een "Aero 350".

### Douglas DV 60 en DV 60 Mk II
De DV 60 was een prototype van een militaire motorfiets die tegen het einde van de Tweede Wereldoorlog werd ontwikkeld voor het Ministry of Defence, maar er werden slechts drie exemplaren gemaakt. De Britten hadden in Duitsland goed gekeken naar de BMW R 61, want het motorblok leek precies en was ook langsgeplaatst. Toch week de machine op veel (en eigenaardige) punten af van de BMW: de hydraulisch gedempte telescoopvork had men niet gebruikt, maar de geduwde schommelvork van de Douglas leek er uiterlijk wel op. Ook de plunjervering van de BMW was niet gebruikt: de DV 60 had een star achterframe. Voor de nodige vering was een bijzondere zadelbuis met telescoopvering toegepast. Het meest opmerkelijke was echter het ontbreken van de asaandrijving, die niet alleen logisch was bij een langsgeplaatste motor, maar waar Douglas met de Endeavour ook al ervaring mee had. In plaats daarvan had men een extra 90° overbrenging gemaakt en een kettingaandrijving toegepast. Daarbij was wel een geheel gesloten kettingkast toegepast. Al met al was de BMW R 61 uit 1938 veel moderner en comfortabeler dan de Douglas DV 60. In 1948 probeerde men er met de DV 60 Mk II alsnog een burgeruitvoering van te maken, maar dit project strandde ook in het prototypestadium.

## Technische gegevens
| Douglas                | OB                                                   | RA                                                   | OC (Standard)                                        | TT Replica                                           | EW 600                                               | EW 600 Sport                                         | OC De Luxe                                           | E 28                                                 |
| ---------------------- | ---------------------------------------------------- | ---------------------------------------------------- | ---------------------------------------------------- | ---------------------------------------------------- | ---------------------------------------------------- | ---------------------------------------------------- | ---------------------------------------------------- | ---------------------------------------------------- |
| Periode                | 1924-1925                                            | 1925                                                 | 1926-1927                                            | 1926-1929                                            | 1927                                                 | 1927                                                 | 1927                                                 | 1928                                                 |
| Categorie              | Sportmotor                                           | Clubmanracer                                         | Sportmotor                                           | Clubmanracer                                         | Toermotor                                            | Sportmotor                                           | Sportmotor                                           | Toermotor                                            |
| Motortype              | Kopklep                                              | Kopklep                                              | Kopklep                                              | Kopklep                                              | Zijklep                                              | Zijklep                                              | Kopklep                                              | Zijklep                                              |
| Bouwwijze              | Luchtgekoelde dwarsgeplaatste tweecilinderboxermotor | Luchtgekoelde dwarsgeplaatste tweecilinderboxermotor | Luchtgekoelde dwarsgeplaatste tweecilinderboxermotor | Luchtgekoelde dwarsgeplaatste tweecilinderboxermotor | Luchtgekoelde dwarsgeplaatste tweecilinderboxermotor | Luchtgekoelde dwarsgeplaatste tweecilinderboxermotor | Luchtgekoelde dwarsgeplaatste tweecilinderboxermotor | Luchtgekoelde dwarsgeplaatste tweecilinderboxermotor |
| Boring                 | 68 mm                                                | 68 mm                                                | 68 mm                                                | 68 mm                                                | 68 mm                                                | 68 mm                                                | 68 mm                                                | 68 mm                                                |
| Slag                   | 82 mm                                                | 82 mm                                                | 82 mm                                                | 82 mm                                                | 82 mm                                                | 82 mm                                                | 82 mm                                                | 82 mm                                                |
| Cilinderinhoud         | 595,6 cc                                             | 595,6 cc                                             | 595,6 cc                                             | 595,6 cc                                             | 595,6 cc                                             | 595,6 cc                                             | 595,6 cc                                             | 595,6 cc                                             |
| Smeersysteem           | Wet-sump                                             | Wet-sump                                             | Wet-sump                                             | Wet-sump                                             | Wet-sump                                             | Wet-sump                                             | Wet-sump                                             | Wet-sump                                             |
| Primaire aandrijving   | Ketting                                              | Ketting                                              | Ketting                                              | Ketting                                              | Ketting                                              | Ketting                                              | Ketting                                              | Ketting                                              |
| Versnellingen          | 3                                                    | 3                                                    | 3                                                    | 3                                                    | 3                                                    | 3                                                    | 3                                                    | 3                                                    |
| Secundaire aandrijving | Ketting                                              | Ketting                                              | Ketting                                              | Ketting                                              | Ketting                                              | Ketting                                              | Ketting                                              | Ketting                                              |
| Rijwielgedeelte        | Dubbel wiegframe                                     | Dubbel wiegframe                                     | Dubbel wiegframe                                     | Dubbel wiegframe                                     | Dubbel wiegframe                                     | Dubbel wiegframe                                     | Dubbel wiegframe                                     | Dubbel wiegframe                                     |
| Voorvork               | Schommelvork                                         | Schommelvork                                         | Schommelvork                                         | Schommelvork                                         | Schommelvork                                         | Schommelvork                                         | Schommelvork                                         | Schommelvork                                         |
| Achtervork             | Star achterframe                                     | Star achterframe                                     | Star achterframe                                     | Star achterframe                                     | Star achterframe                                     | Star achterframe                                     | Star achterframe                                     | Star achterframe                                     |
| Remmen                 | Dummy belt rim brakes                                | Schijfremmen                                         | Rembanden                                            | Trommelremmen                                        | Trommelremmen                                        | Trommelremmen                                        | Rembanden                                            | Trommelremmen                                        |
|                        |                                                      |                                                      |                                                      |                                                      |                                                      |                                                      |                                                      |                                                      |
| Douglas                | F 28                                                 | H 28                                                 | DT 6                                                 | SW 6                                                 | E 29                                                 | F 29                                                 | H 29                                                 | T 6                                                  |
| Periode                | 1928                                                 | 1928                                                 | 1928-1932                                            | 1928-1932                                            | 1929                                                 | 1929                                                 | 1929                                                 | 1930                                                 |
| Categorie              | Sportmotor                                           | Sportmotor                                           | Dirttrackracer                                       | Speedwayracer                                        | Toermotor                                            | Sportmotor                                           | Sportmotor                                           | Toermotor                                            |
| Motortype              | Zijklep                                              | Kopklep                                              | Kopklep                                              | Kopklep                                              | Zijklep                                              | Zijklep                                              | Kopklep                                              | Zijklep                                              |
| Bouwwijze              | Luchtgekoelde dwarsgeplaatste tweecilinderboxermotor | Luchtgekoelde dwarsgeplaatste tweecilinderboxermotor | Luchtgekoelde dwarsgeplaatste tweecilinderboxermotor | Luchtgekoelde dwarsgeplaatste tweecilinderboxermotor | Luchtgekoelde dwarsgeplaatste tweecilinderboxermotor | Luchtgekoelde dwarsgeplaatste tweecilinderboxermotor | Luchtgekoelde dwarsgeplaatste tweecilinderboxermotor | Luchtgekoelde dwarsgeplaatste tweecilinderboxermotor |
| Boring                 | 68 mm                                                | 68 mm                                                | 68 mm                                                | 68 mm                                                | 68 mm                                                | 68 mm                                                | 68 mm                                                | 68 mm                                                |
| Slag                   | 82 mm                                                | 82 mm                                                | 82 mm                                                | 82 mm                                                | 82 mm                                                | 82 mm                                                | 82 mm                                                | 82 mm                                                |
| Cilinderinhoud         | 595,6 cc                                             | 595,6 cc                                             | 595,6 cc                                             | 595,6 cc                                             | 595,6 cc                                             | 595,6 cc                                             | 595,6 cc                                             | 595,6 cc                                             |
| Smeersysteem           | Wet-sump                                             | Wet-sump                                             | Wet-sump                                             | Wet-sump                                             | Wet-sump                                             | Wet-sump                                             | Wet-sump                                             | Wet-sump                                             |
| Primaire aandrijving   | Ketting                                              | Ketting                                              | Ketting                                              | Ketting                                              | Ketting                                              | Ketting                                              | Ketting                                              | Ketting                                              |
| Versnellingen          | 3                                                    | 3                                                    | 3                                                    | Geen                                                 | 3                                                    | 3                                                    | 3                                                    | 3                                                    |
| Secundaire aandrijving | Ketting                                              | Ketting                                              | Ketting                                              | Ketting                                              | Ketting                                              | Ketting                                              | Ketting                                              | Ketting                                              |
| Rijwielgedeelte        | Dubbel wiegframe                                     | Dubbel wiegframe                                     | Dubbel wiegframe                                     | Dubbel wiegframe                                     | Dubbel wiegframe                                     | Dubbel wiegframe                                     | Dubbel wiegframe                                     | Dubbel wiegframe                                     |
| Voorvork               | Schommelvork                                         | Schommelvork                                         | Schommelvork                                         | Schommelvork                                         | Schommelvork                                         | Schommelvork                                         | Schommelvork                                         | Schommelvork                                         |
| Achtervork             | Star achterframe                                     | Star achterframe                                     | Star achterframe                                     | Star achterframe                                     | Star achterframe                                     | Star achterframe                                     | Star achterframe                                     | Star achterframe                                     |
| Remmen                 | Trommelremmen                                        | Rembanden                                            | Geen                                                 | Trommelremmen                                        | Trommelremmen                                        | Trommelremmen                                        | Rembanden                                            | Trommelremmen                                        |
|                        |                                                      |                                                      |                                                      |                                                      |                                                      |                                                      |                                                      |                                                      |
| Douglas                | S 6                                                  | E 31                                                 | G 31                                                 | H 31                                                 | D 32 Greyhound                                       | E 32 Ayredale                                        | G 32                                                 | D 33                                                 |
| Periode                | 1930-1931                                            | 1931                                                 | 1931                                                 | 1931                                                 | 1932                                                 | 1932                                                 | 1932                                                 | 1933                                                 |
| Categorie              | Clubmanracer                                         | Toermotor                                            | Sportmotor                                           | Sportmotor                                           | Sportmotor                                           | Toermotor                                            | Sportmotor                                           | Sportmotor                                           |
| Motortype              | Zijklep                                              | Zijklep                                              | Kopklep                                              | Kopklep                                              | Zijklep                                              | Zijklep                                              | Kopklep                                              | Zijklep                                              |
| Bouwwijze              | Luchtgekoelde dwarsgeplaatste tweecilinderboxermotor | Luchtgekoelde dwarsgeplaatste tweecilinderboxermotor | Luchtgekoelde dwarsgeplaatste tweecilinderboxermotor | Luchtgekoelde dwarsgeplaatste tweecilinderboxermotor | Luchtgekoelde dwarsgeplaatste tweecilinderboxermotor | Luchtgekoelde dwarsgeplaatste tweecilinderboxermotor | Luchtgekoelde dwarsgeplaatste tweecilinderboxermotor | Luchtgekoelde dwarsgeplaatste tweecilinderboxermotor |
| Boring                 | 68 mm                                                | 68 mm                                                | 68 mm                                                | 68 mm                                                | 68 mm                                                | 68 mm                                                | 68 mm                                                | 68 mm                                                |
| Slag                   | 82 mm                                                | 82 mm                                                | 82 mm                                                | 82 mm                                                | 82 mm                                                | 82 mm                                                | 82 mm                                                | 82 mm                                                |
| Cilinderinhoud         | 595,6 cc                                             | 595,6 cc                                             | 595,6 cc                                             | 595,6 cc                                             | 595,6 cc                                             | 595,6 cc                                             | 595,6 cc                                             | 595,6 cc                                             |
| Smeersysteem           | Wet-sump                                             | Wet-sump                                             | Wet-sump                                             | Wet-sump                                             | Wet-sump                                             | Wet-sump                                             | Wet-sump                                             | Wet-sump                                             |
| Primaire aandrijving   | Ketting                                              | Ketting                                              | Ketting                                              | Ketting                                              | Ketting                                              | Ketting                                              | Ketting                                              | Ketting                                              |
| Versnellingen          | 3                                                    | 3                                                    | 4                                                    | 3                                                    | 3                                                    | 3                                                    | 4                                                    | 3                                                    |
| Secundaire aandrijving | Ketting                                              | Ketting                                              | Ketting                                              | Ketting                                              | Ketting                                              | Ketting                                              | Ketting                                              | Ketting                                              |
| Rijwielgedeelte        | Dubbel wiegframe                                     | Dubbel wiegframe                                     | Dubbel wiegframe                                     | Dubbel wiegframe                                     | Dubbel wiegframe                                     | Dubbel wiegframe                                     | Dubbel wiegframe                                     | Dubbel wiegframe                                     |
| Voorvork               | Schommelvork                                         | Schommelvork                                         | Schommelvork                                         | Schommelvork                                         | Schommelvork                                         | Schommelvork                                         | Schommelvork                                         | Schommelvork                                         |
| Achtervork             | Star achterframe                                     | Star achterframe                                     | Star achterframe                                     | Star achterframe                                     | Star achterframe                                     | Star achterframe                                     | Star achterframe                                     | Star achterframe                                     |
| Remmen                 | Trommelremmen                                        | Trommelremmen                                        | Trommelremmen                                        | Trommelremmen                                        | Trommelremmen                                        | Trommelremmen                                        | Trommelremmen                                        | Trommelremmen                                        |
|                        |                                                      |                                                      |                                                      |                                                      |                                                      |                                                      |                                                      |                                                      |
| Douglas                | E 33                                                 | G 33                                                 | OW 1 Speed Special                                   | Z                                                    | 5Z Wessex                                            | Aero 600                                             | DV 60                                                | DV 60 Mk II                                          |
| Periode                | 1933                                                 | 1933                                                 | 1934                                                 | 1934-1935                                            | 1934-1935                                            | 1936-1939                                            | 1945-1948                                            | 1948                                                 |
| Categorie              | Toermotor                                            | Sportmotor                                           | Sportmotor                                           | Toermotor                                            | Toermotor                                            | Toermotor                                            | Prototype toermotor                                  | Prototype toermotor                                  |
| Motortype              | Zijklep                                              | Kopklep                                              | Kopklep                                              | Zijklep                                              | Zijklep                                              | Zijklep                                              | Zijklep                                              | Zijklep                                              |
| Bouwwijze              | Luchtgekoelde dwarsgeplaatste tweecilinderboxermotor | Luchtgekoelde dwarsgeplaatste tweecilinderboxermotor | Luchtgekoelde dwarsgeplaatste tweecilinderboxermotor | Luchtgekoelde dwarsgeplaatste tweecilinderboxermotor | Luchtgekoelde dwarsgeplaatste tweecilinderboxermotor | Luchtgekoelde dwarsgeplaatste tweecilinderboxermotor | Luchtgekoelde langsgeplaatste tweecilinderboxermotor | Luchtgekoelde langsgeplaatste tweecilinderboxermotor |
| Boring                 | 68 mm                                                | 68 mm                                                | 68 mm                                                | 68 mm                                                | 68 mm                                                | 74 mm                                                | 74 mm                                                | 74 mm                                                |
| Slag                   | 82 mm                                                | 82 mm                                                | 82 mm                                                | 82 mm                                                | 82 mm                                                | 68 mm                                                | 70 mm                                                | 70 mm                                                |
| Cilinderinhoud         | 595,6 cc                                             | 595,6 cc                                             | 595,6 cc                                             | 595,6 cc                                             | 595,6 cc                                             | 584,9 cc                                             | 602,1 cc                                             | 602,1 cc                                             |
| Smeersysteem           | Wet-sump                                             | Wet-sump                                             | Wet-sump                                             | Dry-sump                                             | Dry-sump                                             | Dry-sump                                             | Wet-sump                                             | Wet-sump                                             |
| Primaire aandrijving   | Ketting                                              | Ketting                                              | Ketting                                              | Ketting                                              | Ketting                                              | Ketting                                              | Tandwielen                                           | Tandwielen                                           |
| Versnellingen          | 3                                                    | 4                                                    | 4                                                    | 4                                                    | 4                                                    | 3 of 4                                               | Onbekend                                             | Onbekend                                             |
| Secundaire aandrijving | Ketting                                              | Ketting                                              | Ketting                                              | Ketting                                              | Ketting                                              | Ketting                                              | Ketting                                              | Ketting                                              |
| Rijwielgedeelte        | Dubbel wiegframe                                     | Dubbel wiegframe                                     | Dubbel wiegframe                                     | Dubbel wiegframe                                     | Dubbel wiegframe                                     | Dubbel wiegframe                                     | Dubbel wiegframe                                     | Dubbel wiegframe                                     |
| Voorvork               | Schommelvork                                         | Schommelvork                                         | Schommelvork                                         | Schommelvork                                         | Schommelvork                                         | Schommelvork                                         | Geduwde schommelvork                                 | Geduwde schommelvork                                 |
| Achtervork             | Star achterframe                                     | Star achterframe                                     | Star achterframe                                     | Star achterframe                                     | Star achterframe                                     | Star achterframe                                     | Star achterframe                                     | Star achterframe                                     |
| Remmen                 | Trommelremmen                                        | Trommelremmen                                        | Trommelremmen                                        | Trommelremmen                                        | Trommelremmen                                        | Trommelremmen                                        | Trommelremmen                                        | Trommelremmen                                        |